# Jimmy Woods
Jimmy Woods (29. října 1934 St. Louis, Missouri, USA – 29. března 2018 Anchorage) byl americký jazzový saxofonista. Svou profesionální kariéru zahájil v roce 1951 jako člen kapely Homera Cartera a v letech 1952 až 1956 sloužil v letectvu Spojených států amerických. Když se vrátil, stal se členem kapely zpěváka Roye Miltona. V roce 1960 vystupoval jako člen doprovodné skupiny klavíristy Horace Tapscotta, o rok později trumpetisty Joea Gordona, později hrál s Geraldem Wilsonem a Chico Hamiltonem. V roce 1961, respektive 1963, vydal dvě alba jako leader pro vydavatelství Contemporary Records.